# Lucien Huteau
Lucien Huteau (Paris, 26 de maio de 1878 - 16 de maio de 1975) foi um futebolista francês, medalhista olímpico, atuava como goleiro.
Lucien Huteau competiu nos Jogos Olímpicos de Verão de 1900 em Paris. Ele ganhou a medalha de prata como membro do Club Français, que representou a França nos Jogos.